# Gill (Massachusetts)
Gill é uma vila localizada no condado de Franklin no estado estadounidense de Massachusetts. No Censo de 2010 tinha uma população de 1.500 habitantes e uma densidade populacional de 39,15 pessoas por km².

## Geografia
Gill encontra-se localizado nas coordenadas 42° 37′ 27″ N, 72° 30′ 31″ O. Segundo o Departamento do Censo dos Estados Unidos, Gill tem uma superfície total de 38.31 km², da qual 35.65 km² correspondem a terra firme e (6.96%) 2.67 km² é água.

## Demografia
Segundo o censo de 2010, tinha 1.500 pessoas residindo em Gill. A densidade populacional era de 39,15 hab./km². Dos 1.500 habitantes, Gill estava composto pelo 96.6% brancos, o 0.87% eram afroamericanos, o 0.2% eram amerindios, o 1.27% eram asiáticos, o 0% eram insulares do Pacífico, o 0.13% eram de outras raças e o 0.93% pertenciam a duas ou mais raças. Do total da população o 0.8% eram hispanos ou latinos de qualquer raça.